# Richard Gordon
Richard Francis Gordon Jr (Seattle, 5 de outubro de 1929 – San Marcos, 6 de novembro de 2017) foi um astronauta norte-americano que participou das missões Gemini e Apollo, passando mais de 316 horas no espaço.

## Biografia
Richard nasceu em Seattle, estado de Washington, primeiro de cinco filhos de Richard Francis Gordon Sr., um maquinista, e sua esposa, Ângela, uma professora de ensino fundamental. Foi escoteiro e formou-se na North Kitsap High School em Poulsbo, Washington, em 1947; depois da conclusão dos estudos básicos entrou para Universidade de Washington, onde formou-se em Química em 1951. Em seguida alistou-se na Marinha dos Estados Unidos e recebeu suas asas de aviador naval em 1953.
Após entrar para a NASA em 1963, em setembro de 1966 ele foi pela primeira vez ao espaço, junto com o astronauta Pete Conrad, como piloto da nave Gemini XI, que fez uma acoplagem em órbita com um foguete Agena; nesta missão ele fez duas caminhadas espaciais.
Em novembro de 1969, Gordon participou de sua segunda missão como piloto do módulo de Comando da missão Apollo 12, a segunda nave a pousar na Lua. Enquanto os astronautas Conrad e Alan Bean pesquisavam o solo lunar, Gordon permanecia em órbita no módulo Yankee Clipper, fazendo o mapeamento fotográfico da superfície para a escolha de locais de pouso de futuras missões.
Gordon foi comandante-reserva da missão Apollo 15 — eventual substituto do comandante de fato, David Scott — e apontado para ser o comandante da missão Apollo 18, que, entretanto, por falta de fundos e de interesse — pois a corrida para a Lua já havia sido ganha contra os soviéticos — foi cancelada pelo governo do Presidente Richard Nixon.
Depois de se aposentar da NASA, Gordon se tornou vice-presidente executivo do time de futebol americano New Orleans Saints e também ocupou uma série de cargos executivos em empresas do ramo do petróleo, gás, engenharia e tecnologia.
Gordon faleceu no dia 6 de novembro de 2017, aos 88 anos de idade em sua casa em San Marcos, na Califórnia.